# Goniorphnus felschei
Goniorphnus felschei is een keversoort uit de familie bladsprietkevers (Scarabaeidae). De wetenschappelijke naam van de soort is voor het eerst geldig gepubliceerd in 1911 door Arrow.